# 48시간
《48시간》(영어: 48 Hrs.)는 미국에서 제작된 월터 힐 감독의 1982년 버디 경찰 액션 코미디 영화이다. 닉 놀티, 에디 머피 등이 출연하였고, 로런스 고든 등이 제작에 참여하였다. 이 영화는 머피의 첫 영화 출연작이다.
1990년 속편 《48시간 2》가 개봉하였다.

## 줄거리
형사 잭 케이츠는 은행 강도 레지 해먼드를 연방 교도소에서 48시간 말미로 임시 가석방을 시킨다. 해먼드의 옛 동업자 앨버트 갠즈는 형무소 작업 중 도망한 뒤 샌프란시스코인들을 죽이고 있으며, 케이츠는 해먼드의 도움을 받아 갠즈를 붙잡을 생각이다.  

## 출연진
- 닉 놀티 - 잭 케이츠 형사 역
- 에디 머피 - 레지 해먼드 역
- 애넷 오툴 - 일레인 마셜 역
- 프랭크 맥레이 - 헤이든 경감 역
- 제임스 리마 - 앨버트 갠즈 역
- 데이비드 패트릭 켈리 - 루서 켈리 역
- 서니 랜덤 - 빌리 베어 역
- 브라이언 제임스 - 벤 키호 형사 역
- 조너선 뱅크스 - 앨그린 형사 역
- 마고 로즈 - 케이시 역
- 데니즈 크로즈비 - 샐리 역
- 올리비아 브라운 - 캔디 역
- 잭 티보 - 로이드 형사 역
- 샌디 마틴 - 크레이머 순경 역
- 크리스 멀키 - 벨리스 순경 역
- 피터 제이슨 - 토치의 바텐더 역

## 기타 제작진
- 미술: 존 벌론

## 우리말 녹음
MBC 성우진 (1991년 9월 23일)
- 이인성 - 레지 해먼드(에디 머피)
- 신성호 - 잭 케이츠(닉 놀티)
- 최성우 - 일레인 마셜(애넷 오툴)
- 박기량 - 앨버트 갠즈(제임스 리마)
- 김기현 - 빌리 베어(서니 랜덤)
- 황일청
- 전임복
- 이성
- 양윤선
- 탁재인
- 이종오
- 김혜경
- 이우신
- 황윤걸
- 이선주
- 오혜숙
- 이종혁
- 김동현
- 김영훈
- 황미영
- 이승환